# Оболенская, Александра Алексеевна
Княгиня Алекса́ндра Алексе́евна Оболе́нская (урожденная Дьякова;  27 ноября [9 декабря] 1831, с. Черемошна, Орловская губерния — 8 [20] декабря 1890, Санкт-Петербург) — поборница женского образования в России, основательница женской гимназии в Санкт-Петербурге. Её сын В. А. Оболенский.

## Биография

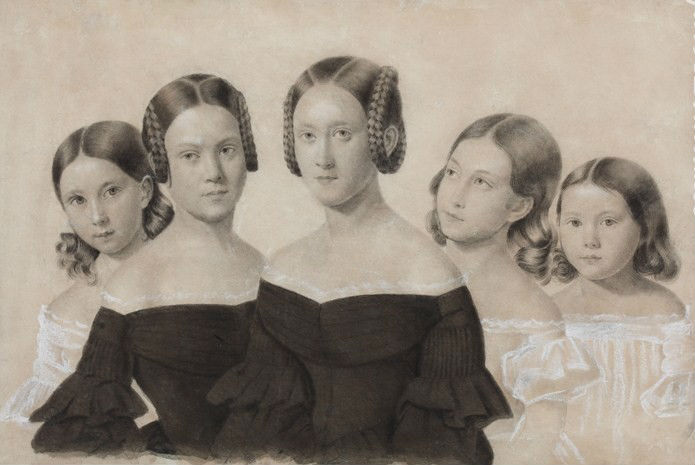
Сестры Дьяковы — Елизавета, Мария, Прасковья, Александра и Анна

Дочь отставного полковника, помещика Алексея Николаевича Дьякова (1790—1837) от второй его жены, баронессы Марии Ивановны Дальгейм-де-Лимузен (ум. 1833), выпускницы Смольного института, дочери французского эмигранта. После окончания института она была приближена ко двору и стала фрейлиной. Ей покровительствовала императрица Мария Федоровна и вскоре выдала её замуж за Дьякова. После четырёх лет замужества, родив трёх дочерей: Марию, Александру и Елизавету, после родов последней — умерла.
В 1836 году А. Н. Дьяков женился в третий раз на Елизавете Алексеевне Окуловой (1805—1886), певице-любительнице и дочери А. М. Окулова. Через полтора года Дьяков умер, и его дочерей воспитала Елизавета Алексеевна.
Александра Алексеевна получила прекрасное образование и имела талант к рисованию. Рисовала портреты родных и друзей, с точностью передавая черты портретируемых. В 1852 году Л. Н. Толстой сделал Александре Дьяковой предложение и получил отказ. В своих записках он неоднократно писал о своей любви к ней.
В 1853 году вышла замуж за князя Андрея Васильевича Оболенского (1825—1875), сына В. П. Оболенского. Дом Оболенских в Калуге был местом частых собраний кружка деятелей по освобождению крестьян.

### Создание гимназии

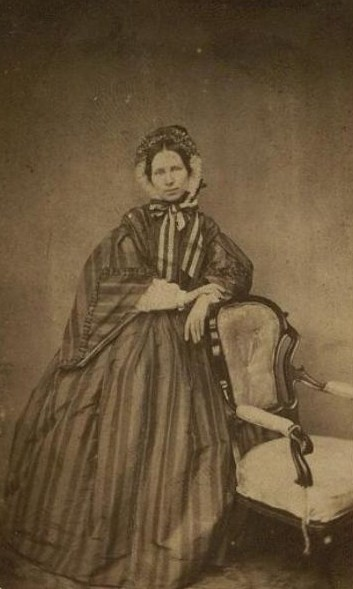
А. А. Оболенская (1860)

Приехав в 1868 году с мужем в Петербург из Ковно, Александра Алексеевна вошла в кружок образованных женщин (А. П. Философова, М. А. Быкова, Е. О. Лихачёва, М. В. Трубникова), в котором горячо обсуждался вопрос об открытии Высших женских курсов в Петербурге. Александра Алексеевна понимала, что учебные заведения для девочек не дают достаточной подготовки к университету. В 1869 году она решила открыть перворазрядное женское учебное заведение, приближающееся к мужским реальным училищам, обучение в котором готовило бы к университетскому курсу.
Для составления программы преподавания в новой гимназии были приглашены такие компетентные лица, как А. Я. Герд и А. Н. Страннолюбский. Бюджет гимназии был рассчитан на первый год в сумме 8000 рублей, из которых половину давала княгиня Оболенская, а половину кружок учредительниц. Значительную часть бюджета составляли частные пожертвования. Зная, как трудно найти человека, которому можно было бы доверить заведование гимназией, княгиня Оболенская, несмотря на свои сорок лет, решила сама сдать экзамен на звание домашней учительницы, который она и сдала. Учебный курс вновь открытого (в ноябре 1870 г.) учебного заведения 1-го разряда, впоследствии получившего название «Женской гимназии княгини Оболенской», был составлен лучшими нашими педагогами. По своему объёму, он равнялся курсу мужских реальных училищ с незначительными изменениями. Он был разделен на семь годичных классов, из которых при основании гимназии были открыты два младших. При оснований гимназии кн. Александра Алексеевна пожертвовала безвозвратно значительный капитал с таким расчетом, чтобы заведение могло, даже без всяких доходов, продержаться не менее двух лет и затем изъявила готовность пополнять и в следующие годы могущие быть дефициты, впредь до обеспечения училища его собственными доходами. Доходы же эти, как бы значительны они ни были впоследствии, в полном составе должны были, по мысли учредительницы, обращаться на расширение и улучшение самой гимназии.
Особенность вновь открытой гимназии заключалась в том, что родители учащихся в ней детей допускались к участию в педагогических совещаниях заведения и могли устно или письменно сообщать совету гимназии свои замечания о разных педагогических мерах, мнения о преподавании того или другого предмета, личные наблюдения над детьми.
Как женщина искренне религиозная, княгиня Оболенская всегда выдвигала на первый план религиозно-нравственные начала воспитания. В тесной связи с этой чертой характера в педагогическом настроении княгини проявлялись две особенности, которые оставили глубокий след на всем учебно-воспитательном строе её гимназии. Первую особенность составляло постоянное стремление к правде, вторую — сознание слабости своих личных сил. Она с величайшим вниманием прислушивалась ко всякому заявлению о недостатках гимназии, и сама была всегда самым строгим судьей этих недостатков.
Кн. Оболенскую отличала удивительная способность прекрасно разбираться в людях, определяя их способности и дарования. Лучшим доказательством этого служит выбор А. Я. Герда, в течение десяти лет (с 1879 г. по 1888 включительно) руководившего учебной частью её гимназии, а также многих преподавателей, между которыми встречаются такие имена как П. И. Вейнберга, математиков Н. И. Билибина и А. Н. Страннолюбского.
С 1880 года, то есть с того времени, когда учебному заведению княгини Оболенской были дарованы права правительственных гимназий, в нём окончило курс семи классов 502 ученицы, из VIII же класса со званиями домашних наставниц и учительниц выпущено 440. Между тем, годы брали своё и княгиня, чувствуя сильное ухудшение здоровья, передала непосредственное заведование гимназией своей дочери, княгине Марии Андреевне Мещерской (1858—1915), но не переставала жить интересами гимназии и оказывать всестороннее на неё влияние. Лишенная возможности посещать гимназию, иногда по целым месяцам не будучи в состоянии лично участвовать в ежедневной её жизни, княгиня из своей комнаты не переставала следить за ней, горячо интересуясь каждым её шагом.
Княгиня отличалась слабым здоровьем, у неё была астма и диабет, ежегодно она по несколько месяцев проводила на Французской Ривьере для поправления здоровья. Чувствуя приближение смерти, княгиня вернулась из Крыма в Петербург, желая умереть в кругу своих детей, в стенах своей гимназии. 8 декабря 1890 года княгиня Оболенская скончалась от туберкулёза. После отпевания во Входо-Иерусалимской церкви тело ее было перевезено в Москву и предано земле в Алексеевском женском монастыре.